# Phasicnecus bithynia
Phasicnecus bithynia is een vlinder uit de familie van de Eupterotidae. De wetenschappelijke naam van de soort is voor het eerst geldig gepubliceerd in 1887 door Druce.